# Chloe Kim
Chloe Kim (ur. 23 kwietnia 2000 w Long Beach) – amerykańska snowboardzistka pochodzenia koreańskiego specjalizująca się w konkurencji halfpipe, mistrzyni olimpijska, dwukrotna mistrzyni świata.

## Kariera
Na snowboardzie zaczęła jeździć w wieku 4 lat. W 2016 roku wystąpiła na igrzyskach olimpijskich młodzieży w Lillehammer, zdobywając złote medale w halfpipie i slopestyle’u. W zawodach Pucharu Świata 24 stycznia 2016 roku w Mammoth Mountain, gdzie była druga w slopestyle’u. Tym samym już w swoim debiucie nie tylko zdobyła pierwsze pucharowe punkty, ale od razu stanęła na podium. W zawodach tych rozdzieliła dwie rodaczki: Kelly Clark i Maddie Mastro. Najlepsze wyniki osiągnęła w sezonie 2017/2018, kiedy to zajęła drugie miejsce w klasyfikacji generalnej AFU, a w klasyfikacji halfpipe’a była najlepsza. Ponadto w sezonie 2016/2017 także zwyciężyła w klasyfikacji halfpipe’a, a w sezonie 2015/2016 zajęła w niej trzecie miejsce.
W 2018 roku wywalczyła złoty medal w swej koronnej konkurencji podczas igrzysk olimpijskich w Pjongczangu. Wyprzedziła tam na podium Chinkę Liu Jiayu i Arielle Gold z USA. Rok później, na mistrzostwach świata w Park City została mistrzynią świata, wyprzedzając Chinkę Cai Xuetong oraz Amerykankę Maddie Mastro. W marcu 2021 roku obroniła tytuł mistrzowski podczas zawodów w Aspen.
Jest siedmiokrotną medalistką zawodów X-Games, rozgrywanych w amerykańskim Aspen, w konkurencji superpipe. Zdobyła 5 złotych medali podczas Winter X Games 19, Winter X Games 20, Winter X Games 22, Winter X Games 23, Winter X Games 25 srebro podczas Winter X Games 18 oraz brąz podczas Winter X Games 21.
W 2018 nagrodzona zaliczeniem do grona Barbie Sheroes, jako kobieta wzór dla dziewcząt.
Jej rodzice pochodzą z Korei Południowej. Mówi po koreańsku, angielsku i francusku.

## Osiągnięcia

### Igrzyska olimpijskie
| Miejsce | Dzień     | Rok  | Miejscowość | Konkurencja | Zwyciężczyni |
| ------- | --------- | ---- | ----------- | ----------- | ------------ |
| 1.      | 13 lutego | 2018 | Pjongczang  | Halfpipe    | –            |
| 1.      | 7 lutego  | 2022 | Pekin       | Halfpipe    | –            |

### Mistrzostwa świata
| Miejsce | Dzień    | Rok  | Miejscowość | Konkurencja | Zwyciężczyni |
| ------- | -------- | ---- | ----------- | ----------- | ------------ |
| 1.      | 8 lutego | 2019 | Park City   | Halfpipe    | –            |
| 1.      | 13 marca | 2021 | Aspen       | Halfpipe    | –            |

### Puchar Świata

#### Miejsca w klasyfikacji generalnej
- - AFU[4]
- sezon 2015/2016: 7.
- sezon 2016/2017: 6.
- sezon 2017/2018: 2.
- sezon 2018/2019: 9.
- sezon 2019/2020: –
- sezon 2020/2021: 3.

#### Miejsca na podium w zawodach
1. Mammoth Mountain – 24 stycznia 2016 (halfpipe) – 2. miejsce
2. Park City – 6 lutego 2016 (halfpipe) – 1. miejsce
3. Copper Mountain – 16 grudnia 2016 (halfpipe) – 1. miejsce
4. Laax – 21 stycznia 2017 (halfpipe) – 1. miejsce
5. Cardrona – 8 września 2017 (halfpipe) – 1. miejsce
6. Copper Mountain – 9 grudnia 2017 (halfpipe) – 1. miejsce
7. Snowmass – 13 stycznia 2018 (halfpipe) – 2. miejsce
8. Copper Mountain – 8 grudnia 2018 (halfpipe) – 1. miejsce
9. Laax – 19 stycznia 2019 (halfpipe) – 1. miejsce
10. Laax – 23 stycznia 2021 (halfpipe) – 1. miejsce
11. Aspen – 21 marca 2021 (halfpipe) – 1. miejsce